# ليا هيرنانديز
ليا هيرنانديز (بالإنجليزية: Lea Hernandez)‏ هي فنانة قصص مصورة أمريكية، ولدت في 11 مارس 1964.

## وصلات خارجية
- ليا هيرنانديز على موقع IMDb (الإنجليزية)